# Мевлеви
Мевлеви и мевляни са членове на Мевлевийския орден на дервишите, създаден от Мевляна Джалал ад-Дин Мухаммад Руми, в чиято основа е залегнал мистицизмът.
В Османската империя Мевлевийският орден придобива важно държавно значение. Османските султани използват мевляните за да ги противопоставят на дервишите и най-вече на бекташите. Тази вътрешна политика се подкрепяла най-вече заради влиянието на ордена сред правоверните и предвид на това, че Бекташкия орден е патрон и под покровителството на непокорните еничари.
Мевлеви са учени, писатели и влиятелни общественици в Османската империя. Духовен център на Мевлеви е град Кония, т.е. бившата столица на предходния Иконийски султанат. 